# Red Garland

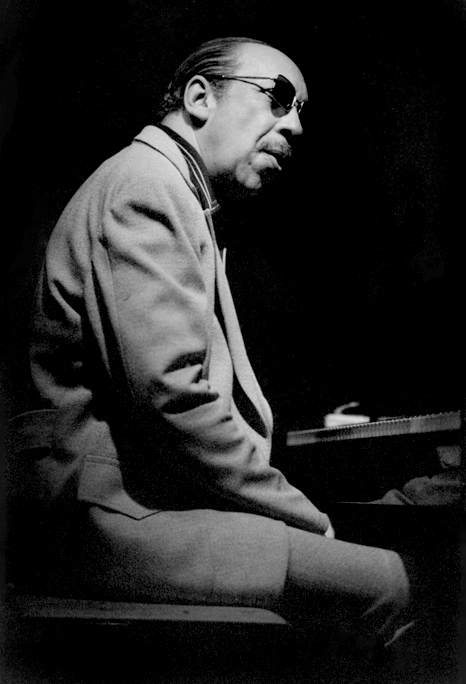
Garland no clube de jazz Keystone Korner, São Francisco, Califórnia, maio de 1978

William "Red" Garland (Dallas, 13 de maio de 1923 – 23 de abril de 1984) foi um pianista estadunidense de jazz. Seu estilo block-chord, parcialmente criado por Milt Buckner, influenciou numerosos pianistas.
Embora não fosse de uma família musical, Garland mostrou desde cedo seu interesse pela música. Começou seus estudos musicais tocando clarinete e sax alto, mas em 1940 começou a tocar piano. Garland dedicou muito tempo a estudar e logo tornou-se um hábil intérprete. Sua carreira fugaz não pareceu afetar suas mãos, chegando a lutar com Sugar Ray Robinson antes de se dedicar a música.

## Discografia
| - A Garland of Red (1956; Prestige Records) - Red Garland's Piano (1956; Prestige Records) - Soul Junction (1957; Prestige Records) - High Pressure (1957; Prestige Records) - All Mornin' Long (1957) - Dig It! (1958) - All Kinds of Weather (1958; Prestige Records) - Soul Burnin' (1960; Prestige Records) - Keystones! (1977; Xanadu Records) - Red Alert (1977; Galaxy Records) Com Miles Davis - Miles: The New Miles Davis Quintet (1955) - Cookin' with The Miles Davis Quintet (1956) - Relaxin' with The Miles Davis Quintet (1956) - Workin' with The Miles Davis Quintet (1956) - Steamin' with The Miles Davis Quintet (1956) - 'Round About Midnight (1957) - Milestones (1958) Com John Coltrane - Traneing In (1957) - Lush Life (1957) - Soultrane (1958) |